# Mortal Kombat: Shaolin Monks
Mortal Kombat: Shaolin Monks (сокр. MK:SM; рус. Смертельная битва: Шаолиньские монахи) — видеоигра в жанре приключенческого боевика. Игра была разработана Midway L.A. (ранее Paradox Development) и издана Midway в 2005 году на PlayStation 2 и Xbox.
Главными героями игры являются монахи Шаолиньского ордена, Лю Кан и Кун Лао, которые путешествуют по различным мирам в попытке предотвратить план Шан Цзуна по захвату Земного Царства. Игрок может управлять любым персонажем в одиночном режиме (в режиме кооператива будут задействованы оба персонажа) и, несмотря на то, что это приключенческая игра, здесь также присутствует механизм с ключевыми элементами серии файтингов Mortal Kombat, такими, как добивание и комбо.
По состоянию на 2008 год было продано более одного миллиона копий Mortal Kombat: Shaolin Monks, игра также получила положительные отзывы критиков.

## Игровой процесс

Кун Лао в Mortal Kombat: Shaolin Monks

В Mortal Kombat: Shaolin Monks представлены три основных режима игры. Помимо игры в одиночном режиме для одного игрока, есть режим кооперативной игры для двух игроков, где будут доступны скрытые локации и другие секреты. В игре также есть режим противостояния, где два игрока могут сражаться друг против друга на аренах из основного режима игры. Кроме этого, диск с игрой Mortal Kombat: Shaolin Monks содержит урезанную демо-версию The Suffering: Ties That Bind и версию игры Mortal Kombat II для аркадных автоматов (из Midway Arcade Treasures 2).
Наряду с Лю Каном и Кун Лао, в игре также присутствуют и другие персонажи из серии Mortal Kombat. Некоторые из них помогают главным героям, в их числе Рейден, Джонни Кейдж, Китана, Саб-Зиро и Джакс, в то время как другие являются боссами, в их числе Милина, Эрмак, Рептилия, Барака, Горо, Скорпион, Кано, Шан Цзун, Кинтаро и Шао Кан. В игре также присутствуют другие персонажи, в числе которых Соня Блейд, Джейд, Кабал, Нуб Сайбот, Смоук и Куан Чи. По ходу прохождения в игре можно найти жетоны, чтобы разблокировать некоторых из этих персонажей в режиме противостояния. Скорпион и Саб-Зиро также играбельные персонажи, которых можно разблокировать.
Mortal Kombat: Shaolin Monks использует боевую систему, которая позволяет быстро атаковать противников, с какой бы стороны они не находились, и выполнять серию комбо-ударов. Даже подбросив противника в воздух, игрок может продолжать наносить удары. Главные персонажи также обладают специальными приёмами, которые можно разблокировать, зарабатывая очки опыта и убивая противников. Сеттинг в игре представляет собой последовательность уровней с декорациями, где за основу были взяты арены из основной серии файтингов Mortal Kombat, а также локации с ловушками (ямы в полу, шипы, живые деревья и т.д.), с которыми можно взаимодействовать в процессе игры, например, бросая туда врагов. Используя ловушки и уничтожая определённые объекты, можно будет обнаружить скрытые секреты.
Mortal Kombat: Shaolin Monks также включает знакомую по основным играм серии систему добиваний Fatality. Выполнение серии комбо-ударов по врагам увеличивает шкалу Fatality, отображаемую в левом верхнем углу видеокадра. Как только эта шкала будет заполнена, можно будет провести добивание врага, независимо от количества его жизней. Основные персонажи могут проводить различные добивания, некоторые из которых являются 3D-версиями добиваний из Mortal Kombat и Mortal Kombat II. Игрок также может получить способность выполнять Multality — добивание нескольких противников сразу. Концепция Brutality из Ultimate Mortal Kombat 3 также присутствует в Mortal Kombat: Shaolin Monks, где после нажатия комбинации кнопок игрок может наносить более мощные удары в течение короткого промежутка времени.

## Сюжет
Сюжет Mortal Kombat: Shaolin Monks охватывает события Mortal Kombat II, сразу же с окончания турнира в первой игре Mortal Kombat. На острове Шан Цуна в то время, когда Шан Цун восседает на троне, происходят бои: Соня Блейд против Кано, Джонни Кейдж против Рептилии и Саб-Зиро против Скорпиона. Турнир заканчивается поражением Шан Цуна от рук Лю Кана. Но колдуну удаётся сбежать во Внешний Мир, пока Горо отвлекал внимание земных воинов. Во время крушения дворца Лю Кан и Кун Лао проваливаются в бывшее логово Горо — подвал дворца Шан Цуна, населённый демонами. Победив полчища демонов, монахам удаётся сбежать с острова через портал Рейдена в Академию Ву Ши.
Рейден награждает медалями Лю Кана и Кун Лао за победу в турнире, а также их союзников — Соню Блейд и Джонни Кейджа. Внезапно на дворец нападает отряд таркатанов под предводительством Бараки. Рейден приказывает монахам защитить академию. Во время атаки на храм Барака захватывает в плен Соню Блейд, а Рейден сражается с Шан Цуном, Джонни Кейдж тем временем помогает монахам отразить нападение отрядов таркатанов. За пределами академии Лю Кан и Кун Лао получают инструкции от Рейдена следовать во Внешний Мир. За ними в портал незамеченным следует и Джонни Кейдж.
Следующим пунктом назначения для монахов становится Злой Монастырь, где перед воинами появляется принцесса Китана, которая пытается заставить монахов атаковать её. После этого перед монахами появляется Рейден, который объясняет, что Китана — союзник в их борьбе против Шан Цуна и рассказывает о том, что Внешний Мир не всегда был миром хаоса и разрушения. Исследуя залы монастыря, монахи несколько раз видят Китану, которая дразнит воинов. В конце путешествия по монастырю Лю Кан и Кун Лао наконец вступают в битву с Китаной, но через некоторое время она сбегает в портал. Перед монахами появляется Рейден и говорит, что Китана находится под действием какого-то заклинания. Монахи следуют за Китаной в портал. По прибытии их атакуют Милина, Джейд и Китана. Рейден говорит монахам, что надо попытаться освободить Китану из-под действия заклятья. Лю Кану и Кун Лао удаётся это сделать, а также убить Джейд. Милина сбегает в портал, и монахи возвращаются в монастырь, где Китана рассказывает о том, что за атакой на Землю стоит её приёмный отец — император Внешнего Мира Шао Кан. После этого Китана также исчезает, а монахи отправляются вслед за Рептилией в Живой Лес.
В Живом Лесу Лю Кан и Кун Лао разделяются, чтобы найти Рептилию. Пройдя через болото и лес, населённый кровожадными деревьями, монахи попадают в логово Рептилии, где побеждают гигантскую змею, а позже и самого хозяина логова. После этого Рейден советует Лю Кану и Кун Лао отправиться в Гробницу Душ, чтобы уничтожить источник силы Шан Цуна. Монахи следуют этому совету и, пройдя через портал, оказываются в убежище колдуна. В конце своего путешествия по этому месту они видят, как Шан Цун восстанавливает себе молодость. Затем колдун легко побеждает монахов в бою и приказывает теневым жрецам убить их. Лю Кан и Кун Лао побеждают теневых жрецов и уничтожают Гробницу Душ, открывая себе дорогу к битве с Баракой.
Победив лидера таркатанов, монахи снова отправляются в портал, где видят поединок между Китаной и Милиной. Милина сбегает в пустоши, и Китана говорит Лю Кану и Кун Лао, что они должны следовать за ней. В пустошах Внешнего Мира монахи встречают Саб-Зиро, который пытается их убить, считая воинов своими врагами. Лю Кан и Кун Лао выходят победителями из битвы, при этом Кун Лао порезал Саб-Зиро лицо, из-за чего тот получил свой знаменитый шрам. Монахи узнают от Саб-Зиро, что в турнире принимал участие не он, а его старший брат, и что тот был убит Скорпионом. После поражения от монахов Саб-Зиро обещает им помочь спасти Китану. Воины находят дырявую лодку, которую Саб-Зиро ремонтирует при помощи своих замораживающих способностей. Переправившись на лодке через Море Крови, монахи и Саб-Зиро оказываются атакованы наёмниками из клана Чёрного Дракона. В конце битвы с наёмниками появляется Скорпион, который пытается атаковать Саб-Зиро, но затем сбегает через портал в Преисподнюю. Саб-Зиро следует за ним, чтобы отомстить за убийство своего старшего брата, а Лю Кан и Кун Лао сталкиваются с Горо. Победив Горо, Лю Кан собирается убить его, но появляется Джонни Кейдж, который добивает Горо. Лю Кан говорит, что это он должен был убить Горо и пытается устроить драку с Кун Лао. Вмешивается Джонни Кейдж, который наносит удар Лю Кану, после которого последний превращается в Шан Цуна и убегает. После этого появляется Рейден, который сообщает монахам, что поражение Шан Цуна близко и что ключ к полной победе над колдуном находится в Преисподней.
Пройдя через Мёртвый Бассейн и Портал, Лю Кан и Кун Лао оказываются в Преисподней. Там они наблюдают поединок Саб-Зиро и Нуб Сайбота. Саб-Зиро замораживает Нуб Сайбота, но тот сбегает. После этого Саб-Зиро сообщает монахам, что он думает, что Нуб Сайбот — это его брат и что Скорпион всё ещё где-то поблизости и обязательно найдёт их и попытается уничтожить. Скорпион действительно находит воинов, но в тяжёлой битве с призраком монахам удаётся выиграть. После победы над Скорпионом монахи отправляются в Портал, где их снова встречает Рейден, который рассказывает им, что они уже готовы встретиться с Шан Цуном в поединке.
Монахи отправляются в литейный цех дворца Шао Кана, где их встречает Джакс, который наставляет пистолет на Кун Лао. Майор сообщает им, что Рейден сопровождал его в дороге по литейному цеху, чтобы спасти Соню Блейд. Джакс также рассказывает монахам, что Рейден всё время был рядом. Кун Лао начинает подозревать, что Рейден, который давал им указания, на самом деле был Шан Цуном. Кун Лао сообщает о своих подозрениях Лю Кану, но тот считает, что Кун Лао — это воплощение Шан Цзуна, и атакует его. Прежде чем монахи получают возможность продолжить выяснение отношений, между ними появляется настоящий Рейден, который рассказывает, что ему удалось заставить монахов дать ему огромное количество душ убитых ими врагов. В следующую секунду Рейден получает удар файерболом от Шао Кана, который приглашает монахов следовать за ним на арену, чтобы приступить к финальной схватке. На арене Лю Кан спрашивает Шао Кана о Рейдене и тот заявляет, что он здесь и хочет увидеть воинов. Затем появляется сам Рейден, который пытается атаковать их посохом. После неудавшейся атаки Рейден внезапно материализуется как Шан Цун и пытается убить монахов. Несмотря на использование своих превращений, Шан Цун проигрывает монахам, и Лю Кан сворачивает ему шею. Шао Кан заявляет, что во Внешнем Мире все служат его воле, даже те, кто хотят предать его. Затем Шао Кан натравливает на воинов Кинтаро.
Победив четырёхрукого монстра, монахи вступают в схватку с самим императором Внешнего мира Шао Каном. Несмотря на все трудности, монахам удаётся его победить. Появившийся настоящий Рейден превращает Шао Кана в статую, которую затем разбивают Лю Кан и Кун Лао. Толпы народа и Китана приветствуют победителей, а Рейден объявляет Лю Кана и Кун Лао победителями «Смертельной битвы». Все вместе они уходят, а на арене среди толпы празднующих людей появляется Куан Чи, который находит среди обломков статуи Шао Кана амулет Шиннока и забирает его себе.

## Расхождения в сюжетной линии
До выхода Mortal Kombat: Shaolin Monks комикс Mortal Kombat II, распространявшийся в качестве бонуса к игре и написанный одним из создателей серии, Джоном Тобиасом, считался однозначным каноном, так же, как и биографии персонажей в самой игре. После выхода Mortal Kombat: Shaolin Monks статус комикса и некоторых биографий в Mortal Kombat II стал причиной споров о том, что является из них каноном, так как многие вещи, так как они показаны в Mortal Kombat: Shaolin Monks противоречат не только игре Mortal Kombat II и комиксу по этой же игре, но и некоторым другим играм серии. Хотя основа у сюжета одна (разрушение острова Шан Цзуна, атака таркатанов на храм Шаолиня, возвращение Шан Цзуну молодости, ловушка во Внешнем Мире для бойцов Земного Царства и т. д.), детали и порядок событий отличаются.
- Появление шрама у Саб-Зиро никогда не было объяснено официально. Mortal Kombat: Shaolin Monks разрушило давнюю теорию фанатов о том, что свой знаменитый шрам Саб-Зиро получил во время бегства из Лин Куэй перед началом вторжения Шао Кана в игре Mortal Kombat 3. Это теория возникла из-за биографии Саб-Зиро, где написано о том, что он был помечен на смерть кланом Лин Куэй. Согласно Mortal Kombat: Shaolin Monks Саб-Зиро получил свой шрам во время битвы с Кун Лао. Продюсер игры Шон Хеммерик написал в чате Fight Night, что выражение «помечен на смерть» в биографии Саб-Зиро в Mortal Kombat 3 — это фигура речи и не надо понимать это выражение буквально.
- Ни Кун Лао, ни Барака не присутствовали на первом турнире. Однако, в интро Mortal Kombat: Shaolin Monks оба появляются во время турнира. Кун Лао появляется замаскированным под одного из воинов Шан Цзуна, а Барака появляется вместе с безымянным таркатаном, которого убивает Кун Лао.
- В Mortal Kombat: Shaolin Monks Лю Кан присутствует при атаке воинов Шао Кана на храм Шаолиня. Но его биография в Mortal Kombat II и комикс особо отмечают, что Лю Кан не присутствовал при атаке.
- В Mortal Kombat: Shaolin Monks Лю Кан был изображён как наивный персонаж, а Кун Лао — как крайне вспыльчивый воин, который был очень недоволен тем, что Лю Кан стал чемпионом первого турнира. Эти черты характера никогда ранее не были указаны, а в случае с Кун Лао его образ в игре Mortal Kombat: Shaolin Monks сильно противоречит тому, как его изображали в остальных играх серии.
- Согласно комиксу Mortal Kombat II Горо был побеждён Лю Каном на турнире и исчез во время разрушения острова Шан Цзуна. Его союзники во Внешнем Мире посчитали его погибшим, до его возвращения в Mortal Kombat 4. В Mortal Kombat: Shaolin Monks Горо пережил события первого турнира и сбежал вместе с Шан Цзуном во Внешний Мир, после того, как он, буквально, разбросал земных воинов в разные стороны, давая Шан Цзуну время, чтобы открыть портал. Позже в игре он был убит Джонни Кейджем.
- События вступительного ролика игры во многом противоречат смыслу самого турнира «Смертельная битва». Согласно Mortal Kombat: Shaolin Monks Лю Кан становится чемпионом турнира, победив Шан Цзуна, хотя не Шан Цзун, а Горо был чемпионом турнира, и Лю Кан должен был победить его, чтобы завоевать титул. Вдобавок в ролике было показано, что все поединки между бойцами происходят одновременно в одном зале и, по сути, все бойцы дерутся со всеми без какого-то чёткого разделения, хотя до этого всегда полагалось, что турнир имеет чёткую структуру.
- Помимо Горо, ещё несколько бойцов было убито по ходу Mortal Kombat: Shaolin Monks — Джейд, Рептилия, Барака, Кано, Шан Цзун и Кинтаро. При этом почти все из них появляются в других играх серии, которые были сделаны до и после Mortal Kombat: Shaolin Monks. Их смерти и последующее воскрешение никак не были объяснены в играх. Джон Эдвардс из Midway разъяснил, что добивания боссов в игре были нужны, чтобы сделать поединки с боссами более интересными, хотя идея о том, чтобы позволить им сбежать, рассматривалась какое-то время.
- Согласно Mortal Kombat: Shaolin Monks Шан Цзун сам восстановил свою молодость при помощи душ и мощной магии. Но в игре Mortal Kombat II в его биографии рассказано, а в комиксе Mortal Kombat II и показано, что молодость ему восстановил Шао Кан.
- Саб-Зиро младший в Mortal Kombat: Shaolin Monks подозревает, что Нуб Сайбот — это его старший брат. Хотя в концовке Mortal Kombat: Deception написано, что Нуб Сайбот не видел своего брата после своей смерти во время событий первой игры серии, и Саб-Зиро младший также вряд ли мог видеть его.
- В Mortal Kombat: Shaolin Monks Китана уже знает о своих настоящих родителях и о том, что Шао Кан захватил её мир. Поэтому Шао Кан накладывает на Китану заклинание, которое стирает её воспоминания. В концовке Mortal Kombat II сказано, что Китана узнаёт правду только во время турнира и её лояльность императору ещё не исчезла. Никакие заклинания при этом не упоминаются.
- Джакс — майор из отряда специальных сил США, который имеет возможность открывать порталы из Земного Царства во Внешний Мир в Mortal Kombat: Shaolin Monks. Эта деталь полностью противоречит самой идее создания Агентства по Исследованию Внешнего Мира и биографиям Сони и Джакса в Mortal Kombat 3. Агентство по Исследованию Внешнего Мира и технология, при помощи которой можно было создавать порталы, были созданы только после нашествия Шао Кана на Землю, во время событий Mortal Kombat 3.
- Куан Чи появляется в конце Mortal Kombat: Shaolin Monks с татуировками, которые он получил только спустя несколько лет во время событий Mortal Kombat: Deadly Alliance.
- Внезапная атака Скорпиона на Лю Кана и Кун Лао противоречит изображению персонажа в играх серии и его биографии в Mortal Kombat II.
- Рептилия больше похож на ящера в Mortal Kombat: Shaolin Monks, хотя его деэволюция началась только в Mortal Kombat 4. Во время событий Mortal Kombat II, согласно этой игре, Рептилия должен был выглядеть как человек.
- В концовке игры Куан Чи забирает амулет Шиннока из останков императора Внешнего мира Шао Кана. Это отчасти противоречит истории в играх Mortal Kombat Mythologies: Sub-Zero и Mortal Kombat 4, так как после событий Mortal Kombat Mythologies: Sub-Zero настоящий амулет должен был всё время находиться у Куан Чи, и то, как он мог попасть к Шао Кану неизвестно.

## Отзывы и критика
| Сводный рейтинг    | Сводный рейтинг | Сводный рейтинг |
| Издание            | Оценка          | Оценка          |
| Издание            | PS2             | Xbox            |
| ------------------ | --------------- | --------------- |
| GameRankings       | 78,70 %         | 80,64 %         |
| Metacritic         | 77/100          | 78/100          |
| MobyRank           | 76/100          | 76/100          |
| Иноязычные издания |                 |                 |
| Издание            | Оценка          | Оценка          |
| Издание            | PS2             | Xbox            |
| AllGame            | [ 11 ]          | [ 12 ]          |
| GameSpot           | N/A             | 7,5/10          |
| IGN                | 8,0/10          | N/A             |

Позднее Джон Тобиас, один из главных разработчиков, покинувший компанию во время разработки Mortal Kombat: Special Forces, признался в интервью: «Я не знаком с готовой продукцией, так что я не знаю, какие персонажи были использованы, а какие — нет. Я думаю, что жанр и стиль того, что мы изначально намеревались сделать, было сделано позже в игре Shaolin Monks. Это было великолепно — наконец увидеть то, что хорошо получилось».